# Chiesa di Santa Maria Maddalena (Vadena)
La chiesa di Santa Maria Maddalena (in tedesco St.-Magdalena-Kirche) è la parrocchiale di Vadena (Pfatten) in Alto Adige. Appartiene al decanato di Laives della diocesi di Bolzano-Bressanone e risale al XVIII secolo.

## Storia
Una prima chiesa è menzionata già nel 1337, mentre l'attuale costruzione risale al XVIII secolo ed è stata ampliata nel 1839.

## Descrizione
La chiesa è un monumento sottoposto a tutela col numero 16450 nella provincia autonoma di Bolzano.